# Mota de Juegues
La Mota de Juegues era un castell medieval d'estil romànic del segle x situat en el poblat de Juegues, actualment del municipi de Torrelles de la Salanca, a la comarca del Rosselló (Catalunya Nord).
La Mota es troba pocs metres a l'oest del santuari de la Mare de Déu de Juegues, al nord-oest del poble i a ponent de la Zona Artesanal de la Teuleria. És en una plana a la dreta de l'Aglí, ran del camí vell de Clairà.

## Història
Segons Jordi Castellví i Jordi Bolòs, Juegues significa prop de l'aigua (iuxta aquas). Apareix documentat el 963 en la forma Nutidaigas i el 1011, Judegas. Al segle xii apareix una família cognominada Juegues: Ramon de Juegues, el 1165, qui consta com a fidel al Comte de Rosselló. El 1194 és documentada una dona anomenada Saurimunda, filla de Berenguer de Juegues i muller de Ferrer del Soler.
Al segle xiii apareixen les primeres notícies de la Mota. El 1246 Bernat de Castellrosselló retorna al seu oncle Ponç Pauc el feudum castrum de Judaycis (el fet del castell de Juegues), que abans tenia Guillem de Juegues per Arnau de Castellrosselló. El 1265 Dalmau de Castellnou vengué tots els béns i rendes del terme de Santa Maria de Juegues, entre els quals el castell i el lloc de Juegues (castrum sive locum in quo consevit esse castrum ipsius loci). En un altre document aproximadament contemporani, però sense data, es fa esment que Guillem Ramon de Juegues tenia aquest feu en nom del senyor de Sant Llorenç de la Salanca. En aquest darrer document s'estableix que els homes que vivien a Juegues havien de treballar al castell i fer-hi funcions de guàrdia, i quan calgués deixar bous i ases.
El 1533 és documentat el Munt de terra de Juegues, referit sense dubte a aquesta Mota. En aquell segle rebé aquest nom de Munt de terra, que actualment es conserva en la forma de la Muntinya. En el plans cadastrals del 1810 encara hi té presència.

## Característiques
La Mota de Juegues devia fer uns 50 metres de llarg per uns 20 d'ample, amb una alçada màxima d'uns 3 metres. Actualment només se'n conserva el sector nord-oest. El 1950 l'historiador J. Claustres va fer-hi alguns sondatges arqueològics, i hi van aparèixer fragments ceràmics de terrissa comuna romana, trossos de tègules (teules romanes) i còdols amb restes de calç. En un tall vertical es van trobar dos nivells de cendra, amb més presència de ceràmica.
Aquestes restes provenien de les construccions que coronaven la Mota, encara que la major part de pedres devien ser aprofitades per a altres construccions propenques. Es tractava d'una mota artificial, com la de Sant Nazari o la de Mota de Sant Feliu d'Avall, constituïda per un munt de terra destinat a acollir al damunt una construcció de defensa, probablement de pedra. Les motes són construccions aparegudes entorn de l'any 1000 per a acollir-hi els senyors locals. Devia ser construïda als segles XI o XII, i probablement fou abandonada al XV, si no abans. Altres construccions semblants són la Mota de Tanyeres, al Vernet, Perpinyà, la Mota de Mossellons, a Elna, i potser el Puig de la Vila Vella, a Banyuls dels Aspres.